# Heinrich Christian Alberti
Heinrich Christian Alberti (* 16. August 1722 in Halle (Saale); † 12. September 1782 in Adorf/Vogtl.) war ein deutscher Mediziner, Botaniker und Hochschullehrer.

## Leben und Wirken
Er war der Sohn des Mediziners und Hochschullehrers Michael Alberti (1682–1757) aus Halle und dessen Ehefrau Anne Magdalene, geborene Wendt (1684–1741). Nach dem Schulbesuch in Halle nahm er 1737 an der dortigen Universität ein Studium der Philosophie auf, wechselte später jedoch die Fachrichtung und studierte Medizin wie sein Vater. 1743 promovierte er zum Dr. med. Das Thema seiner Dissertation lautete „Ob es einem Theologo nöthig und gesund sey Toback zu rauchen?“. Die Prüfungskommission leitete sein Vater, der seinen Sohn maßgeblich förderte, so dass dieser bereits unmittelbar danach am 6. August 1743 an der Medizinischen Fakultät der Universität Halle eine außerordentliche Professur für Physiologie und Botanik erhielt.
Als sein Vater 1757 starb, bemühte sich Alberti vergeblich, dessen höherdotierte Professur zu erhalten. Nachdem auch spätere Versuche um eine bessere Bezahlung scheiterten und er im Verlauf des Siebenjährigen Krieges einen Großteil seines Vermögens verloren hatte, schied er im Februar 1785 vorfristig und auf eigenen Antrag aus dem Universitätsdienst in Halle aus. Hinzu kam, dass sich zu diesem Zeitpunkt seine Ehefrau Christina Sophia, die Tochter des Ratsmeisters Johann Adolph Mathesius aus Halle, die er 1743 geheiratet hatte, bereits von ihm getrennt hatte. Aus ihrer gemeinsamen Ehe waren drei Töchter und drei Söhne hervorgegangen, von denen Christian August Alberti (1752–1803) nach Jüterbog zog und dort die männliche Linie der Familie Alberti fortsetzte.
Alberti verließ die Stadt Halle, in der er 1758 das Bürgerrecht erlangt hatte, und zog zunächst nach Erlangen in Franken und später  in das Kurfürstentum Sachsen, wo er sich in der Stadt Adorf im Vogtländischen Kreis niederließ und eine Praxis als Mediziner eröffnete. Allerdings musste er seine früheren Kollegen in Halle mehrfach um Geldspenden bitten, die diese ihm letztendlich versagten, da er aus eigenem Antrieb die Universität verlassen hatte. In Adorf starb er 1788 einige Wochen nach seinem 60. Geburtstag. Er wurde in aller Stille beigesetzt.

## Schriften (Auswahl)
- (mit anderen Autoren): Das auffmercksame Ansehen Der Exempel der Alten, als ein Mittel zur Furcht Gottes, (Syr. II. v. 10.) Wolte Bey glücklich erlebten Ein und Achtzigsten Geburts-Tage Seiner Magnificentz … Herrn Herrn D. Friedrich Hoffmanns, Seiner Königlichen Majestät in Preussen Hochbetrauter Geheimen Raths und Leib-Medici … Den 3. Martii Anno 1740 betrachten dazu seine Gehorsamste Gratulation … abstatten. Hendel, Halle, 1740.
- Dissertatio inauguralis medica de tabaci fumum sugente theologo, Ob es einem Theologo nöthig und gesund sey Toback zu rauchen? Hendel, Halle, 1743. Zweisprachige Ausgabe von Kai Brodersen: Heinrich Christian Alberti: Dürfen Theologen rauchen? (1743). Zweisprachige Ausgabe. Speyer 2025, ISBN 978-3-911973-01-4
- Die betrübte letzte kindliche Pflicht, dem Magnifico und Hochedelgebohrnen Herrn, Herrn D. Michael Alberti, Königlich-Preußischem Hof- und Consisitorial-Rath … bey Dessen am 17. May 1757. erfolgtem seel. Abschiede … abgestattet. Hendel, Halle, 1757.